# Бельт, Томас
Томас Бельт (англ. Thomas Belt) (1832—1878) — английский геолог и натуралист.

## Биография
Родился и получил образование в городе Ньюкасл-апон-Тайн (Newcastle-on-Tyne) в Англии, в 1832 году.
С юных лет начал интересоваться естествознанием через общество Tyneside Naturalists Field Club. В 1852 году он уехал в Австралию, где 8 лет проработал золотоискателем, но в 1860 году из-за тяжелой травмы был вынужден вернуться в Англию.
В 1861 году Бельт издал свой труд «Mineral Veins: an Enquiry into their Origin, founded on a Study of the Auriferous Quartz Veins of Australia». 4 года работал в Никарагуа, издав затем новый и самый знаменитый труд «The Naturalist in Nicaragua» (1874), в котором описал многие аспекты жизни тропических муравьёв. Именно Бельт первым заметил, что муравьи-листорезы не едят срезаемые ими листья деревьев, а превращают их в пережеванную массу, на которой выращивают грибы, служащие им пищей.
Также известен своими исследованиями ледникового периода, в том числе в Англии. Среди мест его дальнейших экспедиций: Россия, Сибирь и штат Колорадо.
Скончался в г. Денвер (Колорадо) 21 сентября 1878 года и был похоронен на кладбище Riverside Cemetery.

## Основные труды
- «Mineral Veins: an Enquiry into their Origin, founded on a Study of the Auriferous Quartz Veins of Australia» (1861)
- «The Naturalist in Nicaragua» (1874)